# António Silva (futebolista)
António João Pereira Albuquerque Tavares Silva (Viseu, 30 de outubro de 2003) é um futebolista português que atua como defesa central. Atualmente defende o Benfica.

## Carreira

### Benfica
Vindo das camadas jovens do Benfica, Silva impressionou durante seu tempo no time de sub 23 do Benfica, vencendo a UEFA Youth League em 2021–22, sendo parte fundamental do primeiro troféu europeu do Benfica em 60 anos. Ele foi posteriormente promovido ao time principal, fazendo sua estreia profissional aos 18 anos em uma temporada de 2022–23.
É um ex-internacional juvenil de Portugal, representando seu país em vários níveis. Pela Seleção Portuguesa principal, o jogador foi um dos 26 convocados por Fernando Santos para a Copa do Mundo de 2022.

#### Início de carreira
Natural de Viseu, Silva começou a carreira juvenil no Viseu United, clube da cidade natal, aos 11 anos, e também teve passagens pelo Penalva do Castelo e pelo Repesenses. Rapidamente se destacou, posteriormente começou a fazer vários treinos com o Sporting CP, enquanto o Porto também mostrou interesse em contratá-lo, mas acabou ingressando nos rivais e nas categorias de base do Benfica em 2016. Lutando contra as saudades de casa, Silva regressou à sua cidade natal para estar com a família, mas com a ajuda da psicóloga do clube, conseguiu ultrapassar os seus problemas de saúde mental e regressou ao Benfica um ano depois, depois de se adaptar à vida lisboeta.

#### 2021–23: vitória na Liga da Juventude e estreia no time principal
A 28 de novembro de 2021, Silva assinou o primeiro contrato profissional com o Benfica B. Ele fez sua estreia profissional com o Benfica B na derrota por 2 a 1 na LigaPro para o Mafra em 2 de abril de 2022. Durante essa temporada, Silva desempenhou um papel importante na Liga Juvenil da UEFA de 2021–22, onde o Benfica Sub-19 liderou seu grupo contra o Dínamo de Kiev, Barcelona e Bayern de Munique. Nas fases finais, ele marcou o empate na vitória por 3–2 sobre o Midtjylland, depois que seu time estava dois gols atrás e na final, ele ajudou seu time a manter um placar limpo na vitória por 6–0 sobre o Red Bull Salzburg para ajudar O Benfica conquista o seu primeiro título da Youth League e o primeiro título no futebol europeu desde a Taça dos Campeões Europeus de 1961–62.
Tendo aparecido pela equipe B do clube, era esperado que Silva passasse a temporada 2022–23 continuando seu desenvolvimento lá, mas ele começou a treinar com a primeira equipe, após impressionar o recém-chegado técnico Roger Schmidt, o que o levou a progredir na equipe da equipe. defesas-centrais, à frente de Tomás Araujo e Jan Vertonghen, que esteve ausente a serviço da selecção da Bélgica. Após a suspensão de Nicolás Otamendi, foi titular pela primeira vez pelo novo técnico no dia 27 de agosto, sendo confiado na zaga central, ao lado de Morato, e fazendo forte atuação, na vitória por 3 a 0 fora de casa sobre o Boavista pela Primeira Liga. Posteriormente, tornou-se titular após uma crise de lesão no clube, levando Silva a preencher a vaga ao lado de Otamendi, que era o único defesa-central em forma disponível. Em 5 de setembro, ele concordou com uma extensão de contrato até 2027, aumentando sua cláusula de rescisão para 100 milhões de euros. No dia seguinte, Silva fez sua estreia na Liga dos Campeões da UEFA, fazendo parceria com Nicolás Otamendi no centro da defesa, mantendo um placar limpo na vitória por 2 a 0 em casa sobre o Maccabi Haifa.
Silva foi eleito o Defensor do Mês do campeonato em setembro, depois de ajudar o Benfica a manter a invencibilidade, que incluiu três jogos sem sofrer golos. O jogador marcou seu primeiro golo pelo clube no dia 25 de outubro, abrindo a vitória do Benfica em casa por 4–3 sobre a Juventus, em uma partida da fase de grupos da Liga dos Campeões da UEFA. Sua forma durante a campanha da fase de grupos da Liga dos Campeões do clube o ajudou a se classificar para as oitavas de final, como vencedores do grupo, após uma vitória por 6 a 1 fora de casa sobre o Maccabi Haifa em 2 de novembro. Quatro dias depois, Silva marcou seus primeiros gols no campeonato, marcando dois gols na vitória por 5 a 1 sobre o Estoril.

## Seleção Portuguesa
Silva representou Portugal nos Sub-16, Sub-17, Sub-18 e Sub-19, num total de 18 internacionalizações, tendo sido capitão deste último. Em 24 de setembro de 2022, Silva fez sua estreia no Sub-21, substituindo André Amaro em uma derrota amistosa por 4 a 1 sobre a Geórgia.
Em outubro de 2022, ele foi nomeado para a seleção preliminar de 55 jogadores de Portugal para a Copa do Mundo no Catar, sendo incluído na lista final de 26 jogadores para o torneio.

## Estilo de jogo
Zagueiro contundente e polivalente, Silva é um zagueiro fisicamente forte, de pé direito, que costuma atuar na lateral direita da zaga central, mas consegue jogar nas duas laterais devido à facilidade de passar o bola com os dois pés. Ele é capaz de passar em diferentes direções, seja para um companheiro do mesmo lado que ele, seja trocando-o para o lado oposto ou fazendo passes verticais de quebra de linha, a fim de ditar o jogo em qualquer direção pelas costas. Ele é conhecido por ser um defensor preciso, muito bom em recuperar a posse de bola e em antecipar e interceptar jogadas, devido à sua aguda inteligência tática, velocidade de pensamento, habilidade de marcação, senso posicional e sua capacidade de ler o jogo. Além da qualidade defensiva, é dotado de ritmo, confortável com a posse de bola, possuidor de boa capacidade técnica, além de boa distribuição. Ele também é conhecido por sua habilidade de cobrir terreno e pressionar ou antecipar os adversários em posições mais altas no campo. Lembra muito Aldair.
É também conhecido pela capacidade de liderança, com o antigo internacional português Abel Xavier a comentar que pela "segurança, maturidade, visão de jogo, assertividade, agressividade, e pela liderança e não pela idade, pode ser o futuro capitão do Benfica". Silva idolatra o compratriota Cristiano Ronaldo, a lenda do Benfica Luisão, e também citou o compatriota Rúben Dias, além de Antonio Rüdiger, Virgil van Dijk e Toloi como inspirações.

## Honras
Juventude do Benfica
- Campeonato Nacional de Juniores: 2021–22[carece de fontes?]
- UEFA Youth League: 2021–22[26]

Benfica
- Primeira Liga: 2022–23
- Supertaça Cândido de Oliveira: 2023 e 2025
- Taça da Liga: 2024–25

Portugal
- Liga das Nações da UEFA: 2024–25[27]

### Prêmios individuais
- Defensor do Mês da Primeira Liga: setembro de 2022[15]